# Retilla indigens
Retilla indigens är en skalbaggsart som beskrevs av Lacordaire 1872. Retilla indigens ingår i släktet Retilla och familjen långhorningar. Inga underarter finns listade i Catalogue of Life.